# Tác động môi trường của bitcoin

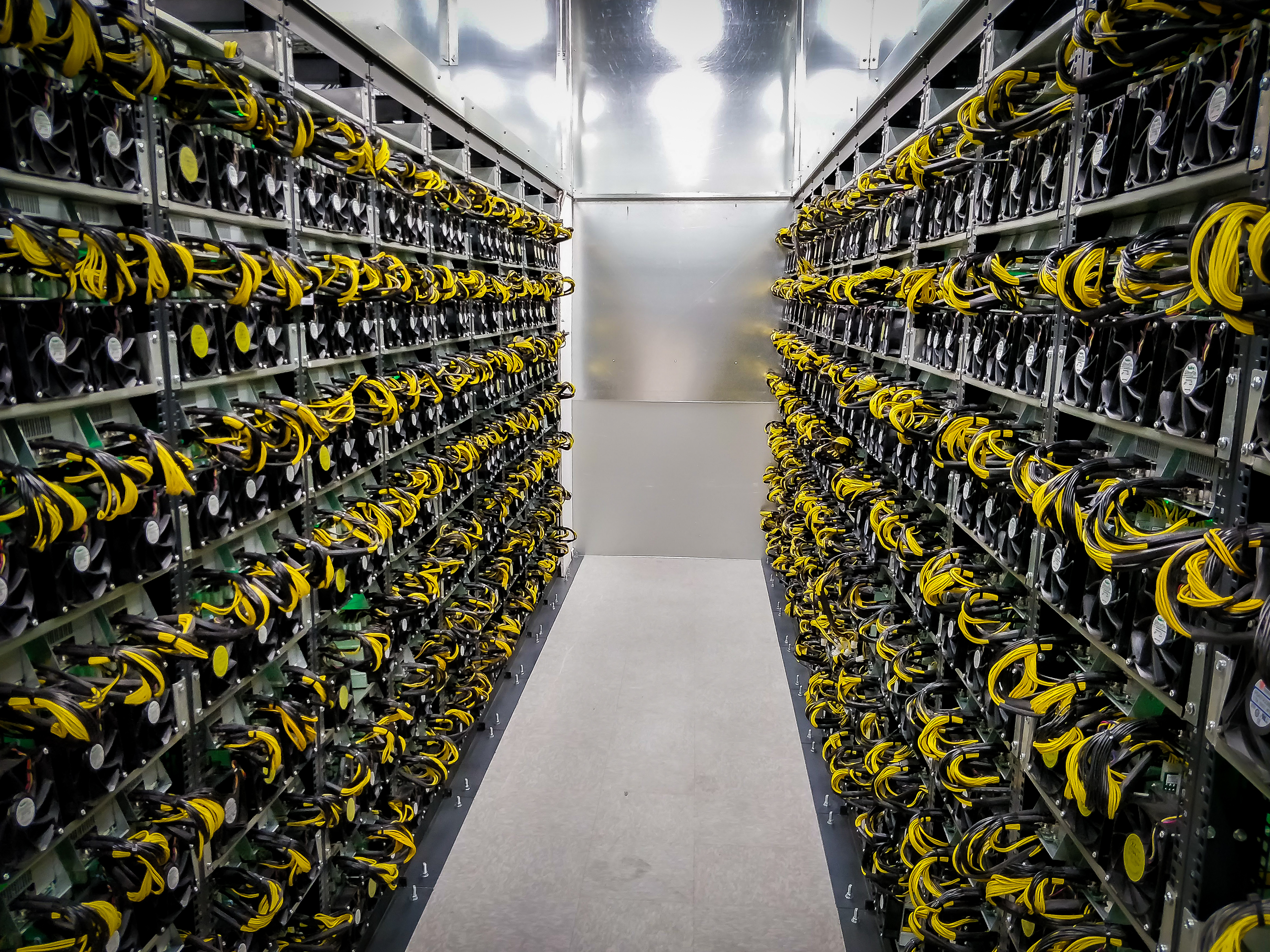
Một cơ sở đào bitcoin ở Québec, Canada

Sự tăng mạnh về cường độ đào và số giao dịch bitcoin đã gây tác động nghiêm trọng đối với môi trường. Đào bitcoin (bitcoin mining, hay giao thức bitcoin) là quá trình tạo ra bitcoin và hoàn tất các giao dịch. Quá trình này tiêu tốn năng lượng và gây phát thải carbon, vì khoảng một nửa lượng điện sử dụng được tạo ra từ nhiên liệu hóa thạch. Tính đến  năm 2022, việc đào bitcoin ước tính đã tạo ra 0,19% lượng khí thải nhà kính trên thế giới, và chiếm 0,38 % lượng tiêu thụ điện toàn cầu. Hơn nữa, bitcoin được đào trên phần cứng máy tính chuyên dụng có tuổi thọ ngắn, làm gia tăng chất thải thiết bị điện tử. Lượng năng lượng điện cần thiết và chất thải thiết bị điện tử được tạo ra khi đào bitcoin có thể so sánh với lượng chất thải điện tử trong một năm của Hy Lạp hoặc Hà Lan. Tác động môi trường của bitcoin thu hút sự chú ý của các nhà quản lý chính sách, là một yếu tố cân nhắc trong xây dựng chính sách pháp lý của bitcoin của từng quốc gia.

## Phát thải khí nhà kính

### Đào bitcoin là một quá trình sử dụng nhiều điện

Biểu đồ mô tả lượng tiêu thụ điện của mạng lưới bitcoin hàng năm, tính từ năm 2016. Giới hạn trên và dưới lần lượt dựa trên các giả định về trường hợp xấu nhất và trường hợp tốt nhất. Đường màu đỏ biểu thị trung bình giá trị ước tính.

Đào bitcoin là một quá trình thực thiện theo cơ chế đồng thuận "bằng chứng công việc" (proof-of-work, PoW), một quá trình tiêu tốn nhiều điện năng. Những "thợ đào" bitcoin chạy phần mềm chuyên dụng để cạnh tranh với nhau xem ai là người đầu tiên giải được khối 10 phút (10 minute block), phần thưởng là bitcoin. Việc chuyển đổi sang giao thức 'bằng chứng cổ phần" (proof-of-stake, PoS), có hiệu suất năng lượng tốt hơn, được mô tả là một giải pháp thay thế bền vững cho kế hoạch của bitcoin và là một giải pháp tiềm năng làm giảm thiểu tác động gây hại cho môi trường. Những người ủng hộ Bitcoin phản đối sự thay đổi như vậy, cho rằng cơ chế đồng thuận "bằng chứng công việc" tốt hơn để bảo mật mạng lưới.
Sự phân bổ của hoạt động đào bitcoin khiến các nhà nghiên cứu khó xác định vị trí của "thợ đào" và nguồn tiêu thụ điện. Do đó, rất khó để chuyển đổi mức tiêu thụ năng lượng thành lượng khí thải carbon.
Tính đến  năm 2022, Trung tâm Tài chính Thay thế Cambridge (CCAF) ước tính rằng bitcoin tiêu thụ 95,5 TWh (344 PJ) hàng năm, chiếm 0,38% lượng điện tiêu thụ trên thế giới. Mức này có so sánh với mức tiêu thụ điện hàng năm của các quốc gia như Bỉ (83 TWh) hoặc Hà Lan (113 TWh). Theo ước tính năm 2022 công bố trên tờ Joule, hoạt động đào bitcoin có thể tạo ra lượng khí thải carbon hàng năm là 65 Mt CO2, chiếm 0,19 % lượng khí thải toàn cầu, tương đương với mức phát thải khí của Hy Lạp.

## Chất thải đồ điện tử

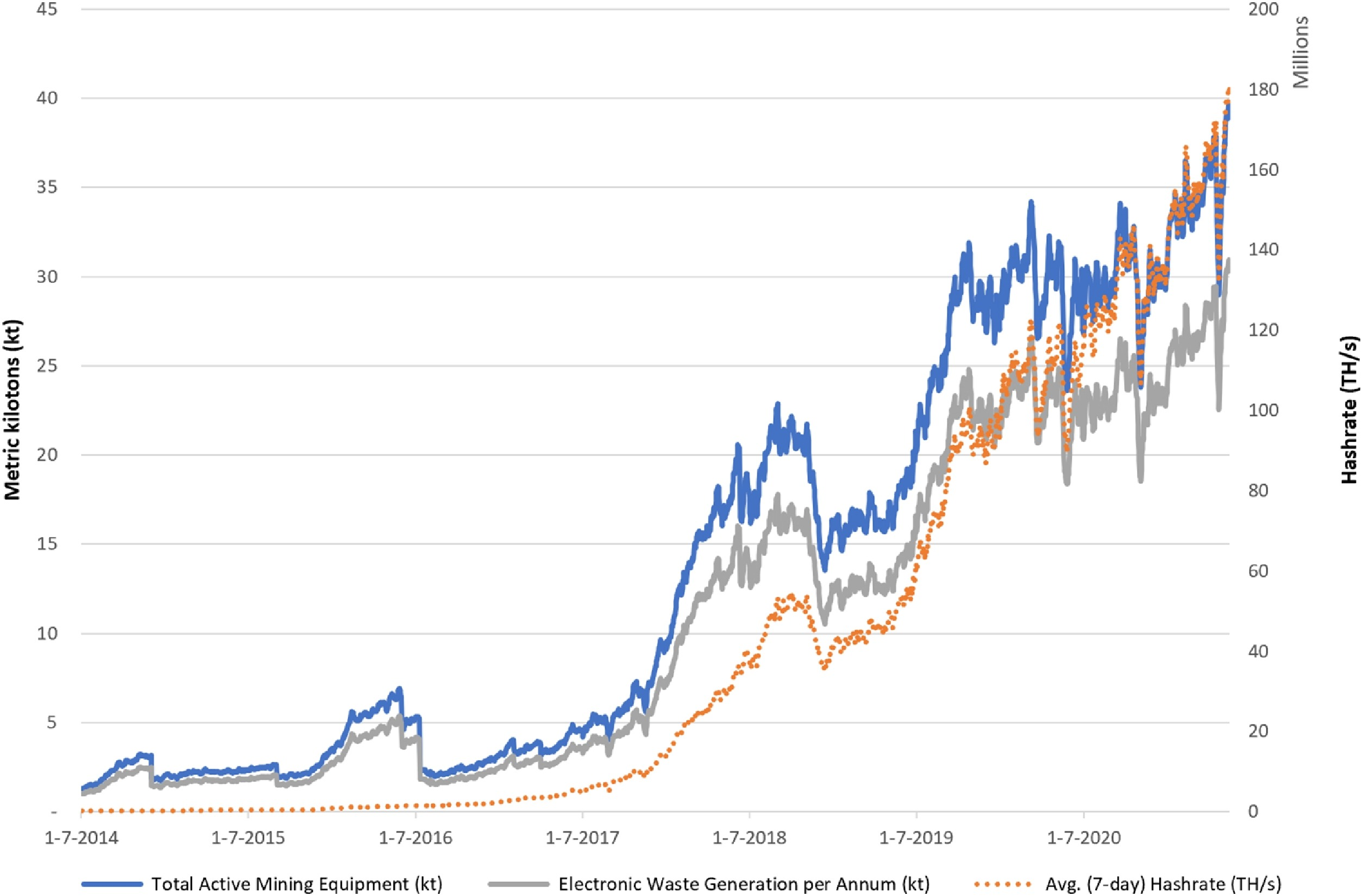
Biểu đồ thể hiện tổng số thiết bị đào đang hoạt động trong mạng lưới bitcoin và lượng chất thải đồ điện tử, từ tháng 7 năm 2014 đến tháng 7 năm 2021.